# Джон Ґарднер
Джон Чемплін Ґарднер (англ. John Champlin Gardner Jr.; 21 липня 1933, Батейвія, Нью-Йорк — 14 вересня 1982, Сасквегенна) — американський письменник. Найбільш відомий своїм романом «Ґрендель» — переказом міфу про Беовульфа.

## Життєпис
Народився в сім'ї проповідника і вчительки англійської мови. З дитинства виявляв інтерес до літератури і музики.
У 1951 році Ґарднер поступив у приватний університет Депо, в програмі якого велика увага приділялася мистецтву і музиці. Почавши навчання як студент-хімік, він незабаром переключився на вивчення літератури. У 1953 році, одружившись, він перейшов з університету Депо в університет Вашингтона в Сент-Луїсі, який закінчив два роки по тому. У 1956 році отримав ступінь магістра мистецтв, а в 1958 році — третій ступінь в Університеті Айови. Після цього він викладав середньовічну літературу і основи літературної творчості в ряді коледжів. У 1961 році опублікував у співавторстві підручник «Форми художньої літератури» (англ. Forms of Fiction). У 60-і роки опублікував також ряд літературознавчих статей.
Надалі Ґарднер продовжував публікувати літературознавчі монографії. У 1974 році вийшла його робота, присвячена Вейкфілдському циклу містерій (The Construction of the Wakefield Cycle), а в 1977 році — про поезію Чосера (The Poetry of Chaucer). Особливий інтерес Ґарднера викликав епос «Беовульф», за яким він провів ряд семінарів в різних університетах.